# Krasnoznamensky (huyện)
Huyện Krasnoznamensky (tiếng Nga: ? райо́н) là một huyện hành chính tự quản (raion), của Tỉnh Kaliningrad, Nga. Huyện có diện tích 1297 kilômét vuông, dân số thời điểm ngày 1 tháng 1 năm 2000 là 14500 người. Trung tâm của huyện đóng ở Krasnoznamensk.